# Base aérienne 134 Versailles
 (août 2013).
La ville de Versailles a abrité la Base aérienne 134, de 1880 à 1968. L'École de l'Air a tenu ses quartiers à Versailles, jusqu'à la fin de la guerre, en 1945. Ce fut, ensuite, un centre important des télécommunications de l'Armée de l'air.

## Histoire
La région versaillaise et l'ouest parisien sont investis dès les débuts de l'aéronautique : le 19 septembre 1783, l'un des premiers vols de Montgolfière a lieu dans le parc du château de Versailles.
Les premiers terrains d'aviation sont nombreux, dans cette région.

### De l'aérostation à l'aéronautique militaire
Dès les années 1870, le Génie installe son matériel volumineux  (fardiers, bateaux, matériel de transmissions) à la caserne des Petites écuries, face au château de Versailles. Cette période voit éclore l'aérostation, alors dépendante du Génie. En 1880, l'Etablissement d'Aerostation de Chalais-Meudon met au point un matériel d'observation pour ballons captifs. La caserne des Petites écuries semble le lieu idéal pour que l'Établissement puisse stocker ses ballons de 540 m3 et les générateurs d'hydrogène et leurs treuils à vapeur. Versailles accueille alors une compagnie d'aérostation, dans les petites écuries, en face du château. Cette unité est alors sous les ordres du Génie ; elle fondera l'Armée de l'air.
Au 1er novembre 1910, Versailles est l'un des quatre premiers sites d'aviation militaire, balbutiante, implantés en France, toujours sous les ordres du Génie. À partir du 22 octobre 1910, le commandement des troupes d'aéronautiques et la direction du dépôt du matériel sont créés à Versailles, sous la direction du colonel Auguste Édouard Hirschauer.
L'aéronautique militaire est organisée par la Loi du 29 mars 1912, ainsi que par un Décret, du 22 août de la même année 1912, qui maintiennent l'organisation antérieure.
Le 28 août 1912, le 1er Groupe d'Aéronautique est placé sous le commandement du lieutenant-colonel Victor-Paul Bouttieaux. Cette unité comprend des Compagnies d'Aérostation, d'aviation et des centres postés sur les terrains d'aviation proches de la ville, comme ceux de Saint-Cyr-l'École, Chalais Meudon, Bois d'Arcy, Buc, Chateaufort et Villacoublay.

### L'école de l'air: la formation initiale des officiers
Le 30 mai 1921, s'installe le Centre d'Études Aéronautiques, qui préfigure le centre de formation des officiers de l'Armée de l'air, alors non autonome. Il se donne pour objectif de  perfectionner l'instruction tactique et technique des officiers de l'Aéronautique et de répandre chez les officiers des autres corps, l'enseignement relatif à la technique et à l'emploi de cette nouvelle arme. Lors de ses exercices pratiques, le centre avait recours au 34e Régiment d'aviation, au 1er Régiment d'Aérostation et au 1er Régiment de DCA. Le Centre deviendra l'École militaire et d'application de l'Air. Antoine de Saint-Exupéry y passe comme élève-officier de réserve, en 1922. Le général Édouard Duseigneur la commande, en 1931.
L'Armée de l'air est créée en 1934. L'Ecole militaire et d'application de l'Air de Versailles devient l'École de l'Air, en 1935 (regroupant l'École des officiers de l'Air, l'École des officiers mécaniciens et l'École des officiers administratifs). De 1935 à 1938, les deux premières promotions de l'École de l'Air sont formées à Versailles : la promotion 1935 "Guynemer" et la promotion 1936 "Astier de Villate". La proximité de l'école d'officiers de Saint-Cyr, ainsi que celle des terrains d'aviation de Buc, est propice aux enseignements militaires et aéronautiques. La troisième promotion, et les suivantes rejoignent Salon-de-Provence le 15 novembre 1937. Après la seconde guerre mondiale, l'école se réinstalle à Versailles provisoirement, de 1945 à 1946.
Les bâtiments de l'école sont principalement constitués de ceux des petites écuries. Une stèle située dans la cour des petites écuries (aile gauche) rappelle ce temps.
Le lieutenant Marcel Beau, par exemple, parrain de la base aérienne 279 Châteaudun obtient son brevet de pilote avec la promotion de 1935. La troisième promotion sera formée à Salon-de-Provence, puis, à Mérignac, Collioure et Marrakech. En 1946, l'école reprend son activité à Salon-de-Provence.
Le futur colonel Félix Brunet en sort breveté pilote et observateur, en 1933.
Le capitaine Max Dévé est professeur de navigation de 1927 à 1934. Il fut chef de travaux à l'École Supérieure de l'Aéronautique. Il réalisa en 1932, comme navigateur et second pilote, avec Charles de Verneilh Puirazeau, pilote et Emile Munch, mécanicien, la 1re liaison aérienne Paris Nouméa, avec le trimoteur Couzinet 33 "Biarritz". Cet exploit fut considéré à l'époque, tant il fut difficile, du même niveau que la traversée de l'Atlantique de Lindbergh en 1927.
En 1935, le commandant Mailloux, navigateur de Jean Mermoz, est instructeur à l'École de l'Air de Versailles. Le commandant Edmond Marin la Meslée, futur as de l'aviation française le plus titré de la campagne de France, y est admis élève-officier, en 1936.

### L'instruction auxtélécommunicationsde l'Armée de l'air
Le 1er janvier 1950, le bataillon de l'air 1/134 est créé  avec pour mission principale d'assurer l'administration et la vie matérielle des unités stationnées à Versailles : le Commandement de la Base Aérienne 134, l'EAA 609, le Commissariat des Bases 753 (CBA 753), le Centre de Rassemblement Administratif du Personnel 204 (CRAP 204), le Service Historique de l'Armée de l'Air (SHAA), le Centre de sélection et d'orientation, le Commandement des réseaux, l'État-major de la ZDA 901, le Centre d'interprétation Photographique et le Centre de perfectionnement des officiers mécaniciens. Le commandement de la BA 134 est dissout le 31 mai 1950 et les Éléments Air stationnés à Versailles ne constituent plus une base au sens de l'instruction ministérielle 2650 du 10 septembre 1948. Le bataillon 1/134 est dissout à son tour le 30 septembre 1950, remplacé par la compagnie de l'air 2/134. La base aérienne 134 est officiellement créée le 1er juillet 1964.
Elle poursuit son activité dans le domaine des télécommunications : instruction, coordination, commandement.
Il est décidé de rendre la caserne au ministère des Affaires culturelles, la base est donc dissoute le 30 novembre 1966. Un organe liquidateur est mis en place. Le Service Historique de l'Armée de l'Air (SHAA) et le Centre d'Interprétation Photographique de l'Armée de l'Air (CIPAA), présents sur la base depuis 1948, sont alors rattachés à Saint-Cyr. La dernière unité à partir est le Commandement du génie de l'Air, le 8 janvier 1968. Le mess mixte, ferme le 30 janvier 1968.

## Unités
Plusieurs unités aériennes sont passées par cette base aérienne :
- Le 1er groupe d'aéronautique
- La Compagnie de l'Air 81.900
- 3e Groupe d'Aviation
- L'État-major de la Défense Aérienne
- L'École de l'Air
- Le Bataillon de l'Air 1/134
- La Compagnie de l'Air 2/134
- L'Entrepôt des télécommunications de l'Air EAA 609[1]
- Le Commissariat des Bases de l'Air
- Le Commandement du génie de l'Air
- L'École des mécaniciens en télécommunications
- Le Service Historique de l'Armée de l'Air (SHAA)
- Le Centre d'interprétation Photographique de l'Armée de l'air (CIPAA)
- Le CTAA (Centre des Télécommunications de l'Armée de l'Air).

## Insigne
L'insigne du bataillon 1/134 représente dans sa partie supérieure gauche les Petites Ecuries et dans sa partie inférieure droite figurent les armes de la ville de Versailles. Les deux motifs de l'insigne sont séparés par le rapace de l'Armée de l'Air. Le bandeau en chef porte la désignation du Bataillon 1/134.
Il a été homologué 463/EMGFA le 17 janvier 1951 et sa fabrication a été confiée à Drago.
Après la création du commandement de la base, le même insigne fut repris en remplaçant le sigle du bataillon par celui de la base.

## Mémoire
- Une plaque rappelle la présence de l'École de l'air aux Petites écuries[7].
- Le 27 juin 2024, la promotion 2023 de l'École de l'air (Jean Moulin) est baptisée à Versailles[8].

## Sources
- École de l'Air à Versailles
- Premières écoles de pilotage militaire en France
- Création des premières unités aéronautiques le 22 août 1912